# André Borel d'Hauterive
Pour les articles homonymes, voir Borel.
André Borel d'Hauterive, de son vrai nom André-François-Joseph Borel, né le 3 juillet 1812 à Lyon et mort le 16 mars 1896 à Paris, est un bibliothécaire et historien français.
Issu de la petite-bourgeoisie lyonnaise, il est le frère du poète romantique Pétrus Borel (Pierre Borel).
Après des études assez brillantes, sa carrière le mène de l'École royale des chartes à la bibliothèque Sainte-Geneviève, puis à la Bibliothèque nationale.
Fondateur de l’Annuaire de la noblesse de France, il est l'auteur de deux ouvrages sur la généalogie des familles nobles.

## Biographie

### Origines familiales et formation
Il est le fils d'André Borel, quincaillier à Lyon établi au no 24 de la rue des Quatre-Chapeaux, et de Magdeleine Victoire Garnaud, qui ont eu quatorze enfants.
Après des études de Droit qui le mènent jusqu'au doctorat, il entre à l'École royale des chartes en 1835 et y obtient en 1837 le diplôme d'archiviste paléographe.

### Carrière
Il est d'abord avocat à la Cour impériale de Napoléon Ier, puis attaché aux travaux historiques du ministère de l'Instruction publique. 
En mai 1849, il devient secrétaire et professeur à l'École des chartes (mai 1849), en 1864, bibliothécaire à la bibliothèque Sainte-Geneviève, et le 1er janvier 1874, conservateur adjoint du département des manuscrits de la Bibliothèque nationale.

### Directeur de revues historiques
En 1841, il fonde la Revue historique de la noblesse de France, qu'il dirige jusqu'en 1843, année où il fonde  l’Annuaire de la pairie et de la noblesse de France et des maisons souveraines de France, qui devient ensuite l’Annuaire de la noblesse de France. Il dirige cette publication de 1843 à 1892.

## Publications
- Annuaire de la pairie et de la noblesse de France et des maisons souveraines de l'Europe, à partir de 1842.
- Armorial de la généralité d'Amiens : Artois et Picardie d'après les manuscrits d'Hozier, 1856
- La Noblesse du Briançonnais (1867).

Il a aussi écrit des textes sous divers pseudonymes (Carl Egger, Ernest Valery, Adrien Moreau, Hippolyte Raineval, et Mattéphile Lerob), notamment dans un journal fondé par son frère, La Liberté des Arts.